# Dai Nippon Printing
Dai Nippon Printing (大日本印刷?, Dai Nippon Insatsu) è una società per azioni giapponese di stampa, istituita nel 1876.